# 湯口敏彦
湯口 敏彦（ゆぐち としひこ、1952年〈昭和27年〉6月3日 - 1973年〈昭和48年〉3月22日）は、岐阜県郡上郡白鳥町（現：郡上市）出身のプロ野球選手。

## 来歴・人物
岐阜短期大学付属高等学校（現在の岐阜第一高等学校）ではエースとして活躍。1969年春季岐阜大会決勝で多治見工から完全試合を記録し、一躍注目を浴びる。翌1970年の甲子園に春夏連続出場。春の選抜は1回戦で真和志高に完封勝ち。2回戦では天理高との乱打戦を制し、準々決勝に進むが神垣雅行、才田修を打線の中軸とする北陽高に3-4で惜敗した。チーム初出場の夏の選手権は1回戦で五所川原農林高を完封。2回戦は優勝候補であった箕島高の島本講平に投げ勝つ。準々決勝は東邦高の水谷啓昭と投手戦を展開するが2-0で完封勝ち。準決勝に進むが東海大相模高に9回裏サヨナラ負けを喫する。高校同期に右翼手、控え投手の高橋幸広（のち近鉄）がいた。
甲子園では通算7試合に登板して5勝2敗、61奪三振、防御率1.35を記録した。また高校時代にノーヒットノーランを3回達成（前述の完全試合を含む）。同学年で活躍した島本講平（のち南海）、広陵高の佐伯和司（のち広島）と合わせて「高校生三羽ガラス」と呼ばれた。高校通算28勝4敗を記録。
ストレートの威力は佐伯和司に匹敵し、角度のあるカーブも投げていたが一方で荒れ球が持ち味でもあり、制球難を危惧する声もあった中で同年秋のドラフトで読売ジャイアンツに1位で指名され、翌1971年に入団。
1971年は一軍公式戦での登板はなく、イースタン・リーグで17試合に登板して、5勝6敗 防御率3.65を記録。ストレートの威力はすばらしかったが制球難は克服できず、投球回数78回2/3で87奪三振・76四死球であった。翌1972年も公式戦での登板はなく、イースタンリーグでも2勝3敗 防御率6.98と奮わなかった。しかし、10月2日のロッテ・オリオンズ戦では3回からの6イニングを無安打2四球に抑え、秋の教育リーグでも好投するなど、シーズン終盤にかけて投球内容が改善していた。

### 湯口事件
1972年11月22日、二軍首脳陣の公認のもとで寮生活の1年の締めくくりとしての慰労会が開かれ、湯口は寮生の同僚と朝方まで酒を飲んでいた。翌23日後楽園球場でファン感謝デーが開催され、その中で行われる紅白戦は当初一軍選手主体の予定で湯口の登板はなかったが、監督の川上哲治が若手主体で行うと予定を変えたため、湯口は二日酔いの状態で白組の2番手としてマウンドに送り出された。
湯口は前日に参加した無礼講の飲み会の影響のせいか（自分の登板予定が無かったため、大量の酒を痛飲していた）、打者一巡に2ホームランと打ち込まれ、川上哲治監督から「お前は2年間もムダメシを食っていたのか！」と叱責され、中尾碩志二軍監督から厳しい叱責を受けたと言われている。更にこの日は虚ろな気持ちで合宿所に帰ることが出来なかったため試合後に中村稔二軍投手コーチの自宅に同僚と招かれ食事会を開き中村は「感謝デーなんか遊びじゃないか。これからチャンスはいくらでもある」と湯口を励ましたが、その言葉に軽く頷くだけだった。朝方帰寮した際には烈火のごとく怒った中尾二軍監督から鉄拳制裁を受けた。
11月27日（28日説もある）に行われた納会では話しかけられても反応しない、視点が定まらないなど、変調を見せる。湯口より1学年下の外野手・庄司智久によれば、納会前の寮では「そろそろ納会に出発しましょう」と湯口の部屋の外で声をかけても返事がなく、ドアを開け部屋に入るとベッドに腰かけたままの湯口は目の焦点がずれ、庄司の方を見ようせず、声をかけても、「うん」と頷くだけだったという。
29日、中尾二軍監督と岐阜県から駆け付けた湯口の父も同行して、読売の診療所でチーム担当の医師からうつ病と診断されるとそのまま杉並区の精神科病院に入院。公から姿を消した湯口に関しては中尾はマスコミ対策として、湯口の父に「風邪をこじらせたため」と口裏を合わせるように要請した。その後2度の入退院を繰り返した。しばしば「川上監督に申し訳ないことをした」と紅白戦のことを思い出しては悔やんでいたという。
翌1973年初めに病状が改善したとして、同年2月中旬に宮崎県都城市で行われた二軍キャンプに合流（これはマスコミを警戒した球団側の意向もあったといわれている）。
キャンプ初日に同部屋のチームメイト・淡口憲治が話しかけても反応しない、窓の外で物音がしたり車のエンジン音がすると、急に「怖いよう！」と恐怖を露わにする、全員が寝静まった深夜には宿舎内をうろつき回る、夜中に大声を上げるなど、再び精神的な異変が現れたため、翌日には監督からキャンプの合流を差し止められ、多摩川への帰宿を命じられた。マスコミの追跡を考慮した球団はキャンプ地から一番近い宮崎空港を避け、鹿児島空港から帰京したものの羽田空港到着直後に湯口が奇声を発し、ロビーを走り回るなど症状がさらに悪化したため、湯口は駆けつけた空港警備隊に取り押さえられ、待機していた精神科病院のスタッフによって新宿区の病院に再入院し治療を受けることとなった。
1973年3月22日、心不全のため急逝。20歳没。死因については、前日まで精神を病んでいた可能性があったとはいえ、身体そのものは元気だった湯口が急に死去したのは不自然であり、誰もが「自殺ではないのか？」と怪訝な目で見ていたという。しかし、検死の結果は突然死による自然死であり、事件性ならびに自殺の可能性はないと発表された。
織田淳太郎によれば、死亡当日に看護師が湯口の腕にイソミタール注射を施しており、牛込警察署が第一発見者の看護師や主治医などに事情聴取を行ったのも医療過誤を視野に入れたものであるとし、警視庁は司法解剖の許諾を湯口家に要請したが、湯口の父は「息子の体をメスで切り刻まれることや仮に医療ミスが証明されたとしたら、病院を一生恨み続けるかもしれない」との理由で拒んだ、としている。

## 詳細情報

### 年度別投手成績
- 一軍公式戦出場なし

### 背番号
- 19 （1971年 - 1973年）